# Vlag van Bredene
De vlag van Bredene werd door de gemeenteraad op 14 oktober 1985 officieel vastgesteld als de gemeentelijke vlag van de West-Vlaamse gemeente Bredene. Op 10 maart 1987 werd hij door het Bestuur van Vlaanderen bevestigd en uiteindelijk gepubliceerd op 3 december 1987 in het officiële Belgisch Staatsblad.
Officieel wordt de vlag beschreven als:
Drie banen van wit, van zwart en van rood, hoogteverhouding 2 : 1 : 2.
De kleuren van de vlag zijn afkomstig op het gemeentewapen.

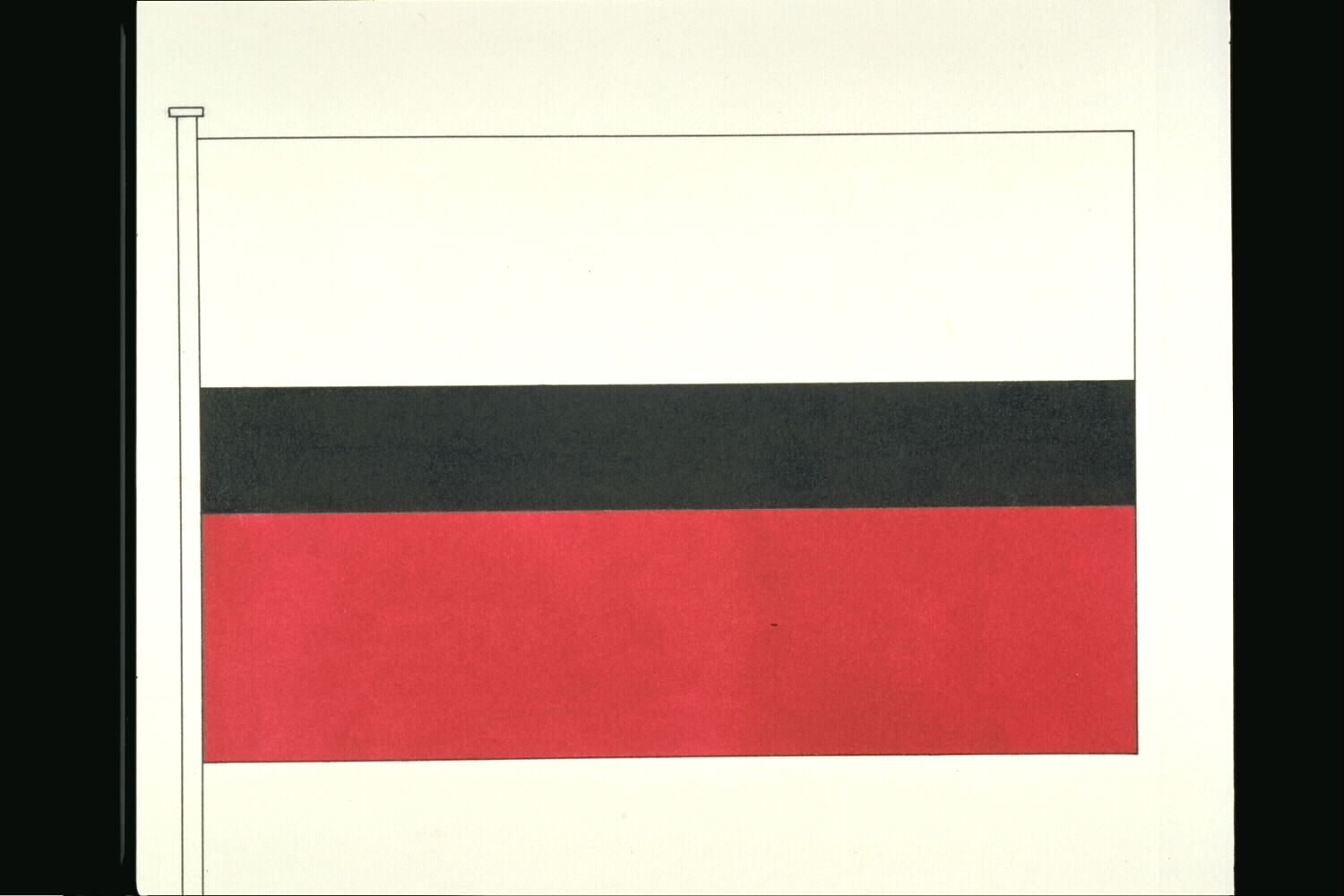
Officiële tekening van de vlag